# Магія
Ма́гія  (лат. magia, з грец. μαγεία — «чаклунство», «чарівництво», «ілюзія») або ча́ри — сукупність дій, що здійснюються для того, щоб повпливати на події за допомогою надприродних сил. Магія є реалізацією магічного мислення. В переносному значенні магія — дещо загадкове, незрозуміле, несподіване, чи те, що відрізняє речі від подібних речей, робить їх привабливим.

## Етимологія
Слова «магія» перейняте з латини. В свою чергу латинське «магія» (лат. magia) походить від давньогрецького слова «магея» (грец. μαγεία), що виникло від назви давньоперсидських зороастристських жерців під назвою «магуш» (𐎶𐎦𐎢𐏁) або представників племені з тією ж назвою. Ця назва сходить до давньоперсидського кореня magu-, що прийшов з праіндоєвропейської мови і в первісній формі *magh означав «могти, бути в змозі». Припускається, що перси принесли слово «маг» у давньокитайську мову, де воно набуло форми *Mᵞag («маг» або «шаман»).
Синонім «чари» імовірно походить від праслов'янського «чара» (вода). Припускається, що в ритуалах ворожіння слов'янські жерці чи волхви використовували воду, або ж їм приписувалась здатність керувати дощовими хмарами.

## Характеристики магії
Магічні уявлення та дії є наслідком магічного мислення — встановлення причинно-наслідкових зв'язків на основі віри в те, що психічна та символічна діяльність тотожні реальній фізичній діяльності за впливом на світ. Магія в усій своїй різноманітності спирається на уявлення, що світ наповнений невидимим зв'язками, котрі, втім, можна використовувати, навіть не бачачи їх чи не розуміючи механізмів їх роботи.
Магія спирається на два принципи:
- Тотожність знака та означуваного. З огляду на це знаки стають символами, залучаючись до тієї реальності, котру позначають. Маніпуляції із малюнками, фігурками, візуально подібними предметами, як уявляється, повинні мати ефект і на позначені ними об'єкти чи явища. Наприклад, втикання шпильок у ляльку людини спричинятиме в цієї людини появу ран або хвороб. Імітація ж явищ повинна спричиняти ці явища. До прикладу, биття в бубен спричинить грім, зображення успіху на полюванні стає запорукою багатої здобичі й т. п.
- Передавання властивостей від одних предметів чи істот до інших після того, як вони побували в тісному контакті. Наприклад, поїдання м'яса тварини повинне зробити людини такою ж сильною, як ця тварина. Річ, що побувала на кладовищі, викликатиме смерть тощо[13].

Спрямування магії може бути як корисним, так і шкідливим. Магія специфічна тим, що людина, котра вірить у неї, як правило приписує здатність до шкідливої магії іншим людям, але не самій собі. Загалом у віруваннях завдати шкоди магією здатна при дотриманні правил будь-яка людина, тоді як допомагати — лише окремі здібні особи.
Хоча магія виражено притаманна первісній культурі та є важливою складовою релігій, вона проявляється і в сучасності та поза релігією. Стародавні уявлення та ритуали не лише зберігаються в культурі, а й виникають нові.
Слід відрізняти магію від мантичних обрядів (ворожінь). Вони мають на меті не зміни в довкіллі, а дізнавання про певні події в специфічній штучній обстановці. Також до магії не належать прикмети, бо людина на час їх сприйняття лишається пасивним мимовільним спостерігачем. У той же час прикмети переплітаються з магічними діями, спонукаючи шукати чи уникати певних ситуацій. Магією не є і символічні дії, покликані підкреслити певний аспект життя, наприклад, церемонія одруження чи нагородження. Часом магічні за формою дії несуть в собі реальний ефект, оскільки використовують раціональність. Наприклад, народна медицина, вдаючись до магії, може сприяти видужанню в силу психологічного ефекту чи застосування лікувальних трав. Тому вважається, що раціональні дії стають магічними, коли до них включаються неіснуючі елементи та їх властивості, або вони існують не такими, як уявляється. Багато магічних обрядів походять від раціональної діяльності, проте з часом їх символічна складова виходить на передній план, а дії, що вважаються при цьому несуттєвими, відкидаються.

## Походження
Джеймс Фрейзер вважав, що в основі магії та науки лежить той самий принцип: переконання в незмінності та загальності законів природи, непорушності зв'язку причин і наслідків. Звідси слідує віра в можливість особисто впливати на світ. У магії, проте, асоціації сприймаються за тотожності, що відрізняє її від науки. Згідно позиції Фрейзера, магія протистоїть релігії, позаяк релігія передбачає існування могутніших за людину істот, здатних порушувати звичайний хід подій. Магія належить більше до індивідуальної сфери життя, тоді як релігія — до соціальної.
Психологічні підґрунтя віри в шкідливу магію з'ясували антропологи Вальтер Спенсер, Френсіс Ґіллен і Карл Штрелов, котрі досліджували племена Австралії наприкінці XIX — початку XX століття. Вони встановили, що аборигени відчувають страх перед темрявою та шурхотом не лише через загрозу з боку диких тварин, а передусім з огляду на ворожнечу між племенами. Оскільки саме в темряві чи з засідки вороги могли завдати атаки, лишившись непоміченими, будь-яка шкода пов'язувалась із діями ворожого племені — від рани до хвороби та смерті. Як наслідок віра в злі чари посилювала ворожнечу, що тільки запевняло у загрозі з боку будь-яких чужинців. У деяких випадках взагалі будь-яка смерть пояснювалась магічними діями ворожого чаклуна.
Сергій Токарев встановив, що магія поширена по-перше в тих сферах життя, де велике значення має випадковість, непередбачуваність. Як наслідок — людина не має над ними влади, незалежно від своїх фізичних чи професійних якостей, і шукає способи контролювати світ. По-друге, виникненню магії сприяє розподіл праці, в результаті чого певна діяльність і знання її секретів стає доступною обмеженій групі людей.

## Класифікації магії

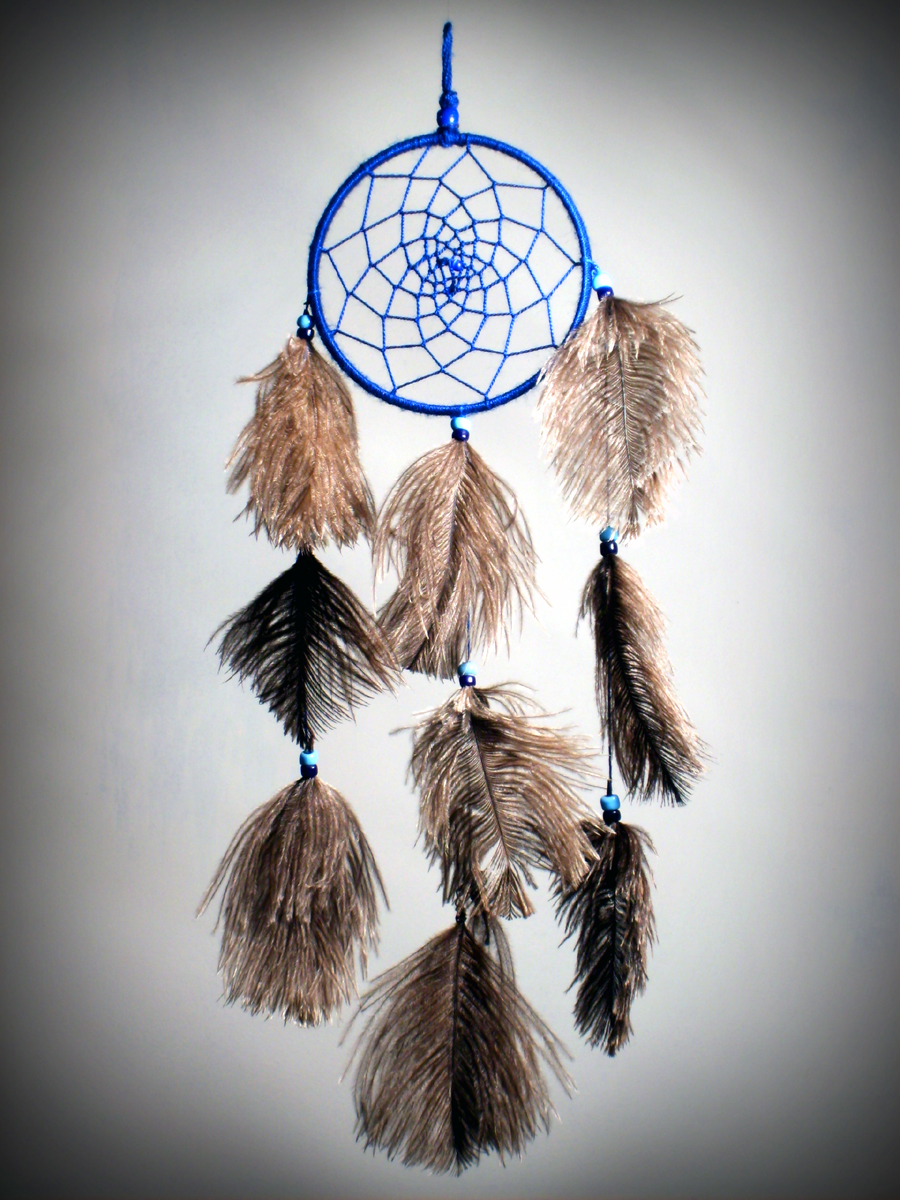
«Ловець снів» — оберіг, призначений затримувати погані сни

Джеймс Фрейзер виділяв теоретичну та практичну магію. Теоретична є своєрідною формою раціональності, псевдонаукою, що описує зв'язок об'єктів і явищ. Практична застосовує їх у позитивному ключі (позитивна магія) як певні дії, котрі слід виконувати в спеціальних ситуаціях; або негативному (негативна магія) як систему заборон вчиняти певні дії. Також Фрейзер розділив магію за принципом, що лежить в її основі:
- Гомеопатична (імітативна) — заснована на тотожності знака та означуваного. В ній подібне на певний предмет, істоту чи явище наділяється властивостями оригіналу. Дії, виконані над зображенням, повинні мати ефект над тим, що зображене. Гомеопатична магія застосовується в численних ритуалах як з метою завдати шкоди, так і допомогти чи надати людині, істоті, предмету, нового статусу. Це може бути насилання вроків недругу, перенесення хвороби від людини на тварину чи неживий предмет, «смерть» людини в одному статусі та «народження» в іншому, розігрування успішного полювання задля отримання в майбутньому багатої здобичі.
- Контагінозна (парціальна) — заснована на передаванні властивостей при контакті. Підґрунтям виникнення такої магії є спостереження зараження. Така магія особливо поширена з метою завдання шкоди шляхом маніпуляцій над волоссям, нігтями, випорожненнями, слідами, особистими речами, їжею тощо — тим, що зберігає в собі зв'язок із людиною. Контагінозна магія виконується для створення амулетів, оберегів. З нею пов'язані поширені ритуали над зброєю, покликані залікувати завдані нею рани[13].

Альфред Фіркандт виділяв ближню та дальню магію за дистанцією між чаклуном і його метою. Між ними дослідник ставив ініціальну магію — в якій певна дія (частіше шкідлива) має фізичний початок, але її результат має здійснюватись невидимою силою. Наприклад, коли прицілювання зброєю в жертву має завдати тій збитків. Анрі Юбер і Марсель Мосс розділяли магію на ручну й словесну за матеріальним чи словесним впливом на світ. Арнольд ван Геннеп, доповнюючи класифікацію Фрейзера, поділяв магію на гомеопатичну й контагінозну, позитивну й негативну, а також на пряму й непряму. В прямій магії наслідок відбувається одразу за причиною. В непрямій активність чаклуна приводить в рух певну силу-посередника, котра і здійснює бажаний ефект. Євген Кагаров вказував на магію, засновану на протилежності (енантіопатичну). Казимир Мошинський пропонував розділяти магічні обряди на трансляційні (з фіктивним перенесенням властивостей між предметами), трансмісійні (де переміщенням предметів на короткі дистанції задається напрямок магічної дії), симпатичні (дія на один предмет здійснюється через дію на інший), креаційні (дія на предмет через його подобу) та інцепційні (спричинення майбутньої події здійсненням її початку).
Магія за своїми цілями дуже різноманітна, Сергій Токарев розрізняв згідно них типи магії:
- Шкідлива (чорна[3], зла) — спрямована на завдання шкоди особі чи групі осіб: спричинити хвороби, смерть, ослабити, наслати невдачу. Це найпоширеніший тип магії, що часто ототожнюється з магією взагалі. Чорна магія як правило здійснюється таємно і самітно. Виконується різними способами: націленням у жертву зброєю, підкладанням їй проклятих речей, маніпуляціями з речами, що належали жертві, з її зображеннями, й таке інше.
- Воєнна — має метою забезпечити успіх у боротьбі з ворогом. Включає не лише завдання шкоди ворогам, а й надання переваг членам своєї спільноти. На відміну від чорної магії, здійснюється здебільшого в групових дійствах. Особливо виражена в ритуальних танцях.
- Статева (любовна) — призначена викликати статевий потяг або згасити його. Реалізується як носіння чарівних предметів, замовляння предметів чи їжі, що дається іншій людині, а також ініціальні ритуали чи дії над власними статевими органами.
- Лікувальна і захисна — спрямована на лікування людини, «вигнання» з неї хвороби, загоєння ран маніпуляціями з зображеннями людини, тілесними виділеннями, речами хворого чи речами, котрі завдали рани, замовляннями. А також захист від ран, хвороб, нездужання з допомогою носіння амулетів; збільшення природних можливостей амулетами чи замовляннями.
- Промислова (господарська) — призначена забезпечити успіх у полюванні, землеробстві, догляді за житлом тощо. Передусім це магія імітативна: розігрування успішного полювання, створення зображень здобичі, плодів, злягання на полі й т.п. Також часто це магія парціальна: у здобич ціляться зброєю, кладуть прокляту річ на слід звіра тощо.
- Метеорологічна (погодна) — має метою вплинути на погоду вигідним людині чином: викликати чи припинити дощ, вітер. Контагінозна магія тут практично неможлива, тож переважає імітативна.

Крім того існують інші, вузькоспеціалізовані типи магії. Наприклад, магія, призначена допомогти знайти загублену річ, сприяти успіху в спілкуванні, виграшу в азартних іграх, захиститись від зловмисників.
Бі́ла ма́гія — чаклунство, яке не заподіює зла людині, спрямоване на лікування хвороб, залучення матеріальних благ тощо.
Чо́рна ма́гія — чаклунство, спрямоване на вчинення шкоди, насилання хвороб, проклять або смерті іншим людям.

## Магічні практики

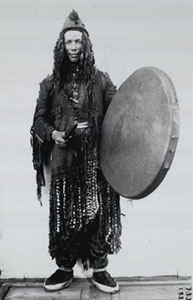
Юкагірський шаман

Система магічних дій включає особливу обрядовість з використанням наділених гаданими особливими якостями предметів — фетишів. Виконавцями магічних обрядів зазвичай є особливі люди — знахарі, чаклуни, шамани. В сучасних дослідженнях магія та релігія переважно розділяються. Магія часто є складовою релігії, проте існує віддільно від теології в формі шанування святинь, виконання священних дійств. В часи кризи релігій магія набуває розвитку і цей процес відбувається «хвилями» впродовж усієї історії.
Магія тісно пов'язана з міфами. Загалом міфи відповідають на питання «чому?» або «яким чином?» дещо виникло чи набуло звичайного людям вигляду — в тому числі магічні обряди та властивості предметів. Визначальною рисою міфу є те, що він реалізується (чи реалізувався в минулому) в певній діяльності — особливо магічних ритуалах і обрядах, що відрізняє його від казки чи легенди. Часто в магічному дійстві розігрується міф з метою повторити початкові події та взяти контроль над ними та їх наслідками. Наприклад, відтворення появи світу покликане підтримувати його існування, розігрування міфу про появу зброї — лікувати завдані нею рани.
Розвиток технологій, особливо електроніки, сприяє відродженню магії в сучасній культурі. Оскільки пересічна людина зазвичай не має уявлення про роботу комп'ютерів, засобів зв'язку, користування ними сприймається як магічні дії та стає своєрідними ритуалами.

## Магія в масовій культурі
У художніх творах магія задовільняє потребу людини в отриманні простої, вичерпної картини світу, переконанні у знанні про довкілля та здатності ним користуватися. Оскільки магічне мислення характерне та нормальне для дітей, зображення магії дуже поширене в дитячих творах: літературних казках, фільмах, мультфільмах. Утім, дорослі також відчувають потреби в вичерпності знань про світ і поводження в ньому, що задовільняється зокрема в жанрі фентезі. Магія крім того слугує метафорою прихованих сил людини, опанування нею відображає особистий розвиток персонажа. Також магія може підкреслювати моральну орієнтацію сил, героїв твору. Наприклад, руйнівною «чорною» магією володіють антагоністи, тоді як «світлою» — протагоністи та їх союзники. Як магічні знання й практики можуть спрощено зображатися суспільні цінності, світоглядні, релігійні та навіть наукові ідеї. До прикладу, дружба чи любов здійснює магічний вплив: рятує від небезпек, зцілює.